# Perlgarn

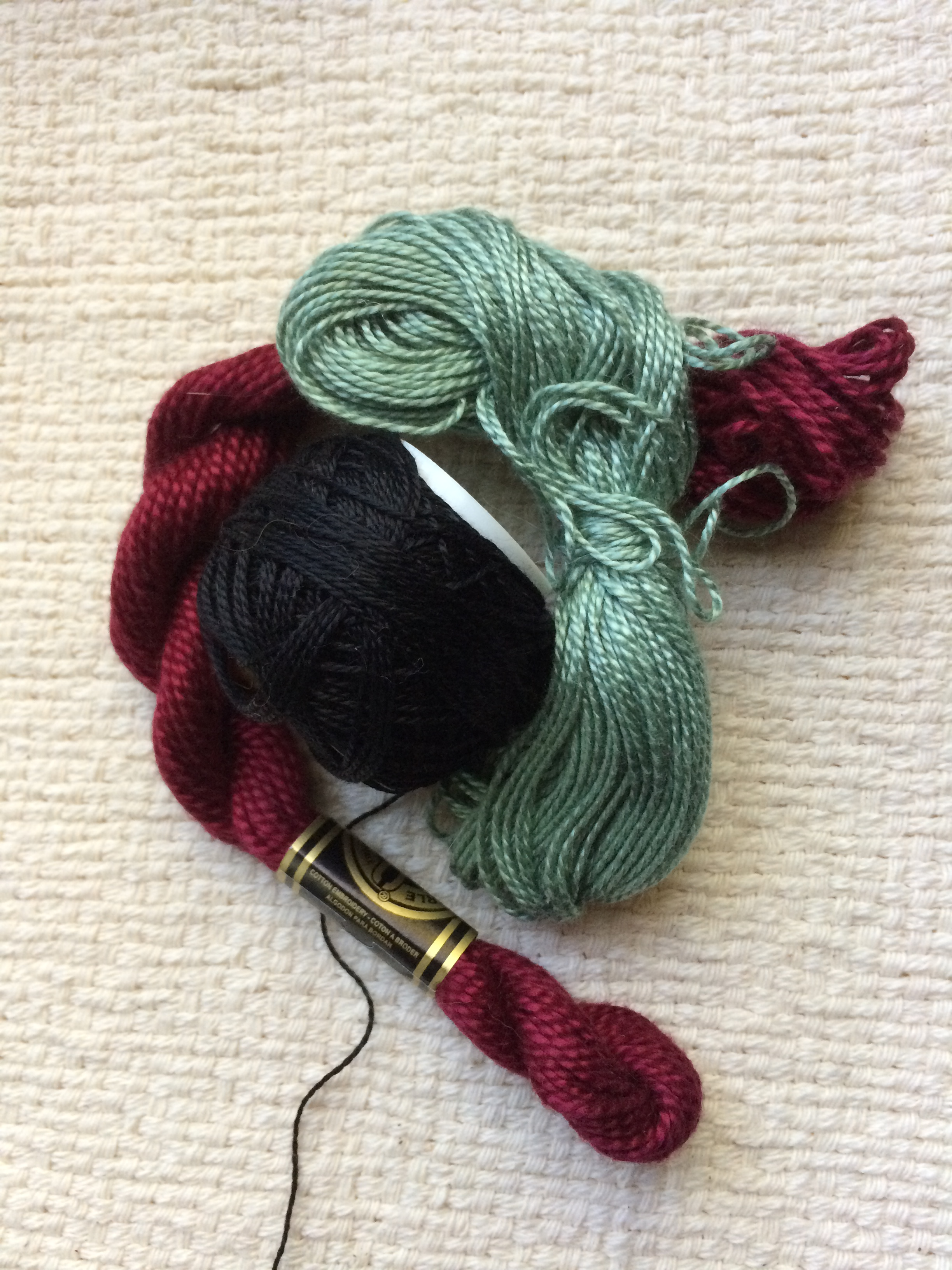
Perlgarne

Perlgarn ist ein auffällig glänzendes (merzerisiertes) Stickgarn aus gedrehten Baumwollfäden. Der etwas dickere Baumwollfaden glänzt durch die starke Zwirnung und verleiht somit den Stickarbeiten einen 3D-Effekt. Dabei ist er leicht zu verarbeiten.
Der füllige Zweifach-Zwirn, bei dem die beiden Garne scharf, der Endzwirn zur Erzielung des perligen Effekts weich gedreht ist, dient für Kreuzstiche, Plattstiche und andere Zierstiche. Perlgarn gibt es in verschiedenen Stärken: Nr. 3, 5, 8, 12. Perlgarn 8 entspricht etwa 3 Einzelfäden Twist oder einem Häkelgarn Nr. 20. Die anderen Nummern sind entsprechend stärker oder feiner, wobei die höhere Zahl einen feineren Faden bezeichnet. Die Stärken 8 und 12 kommen auf Knäuel, während 3 und 5 als Docke (zu 5 Gramm) geliefert werden. Seitdem die Hardanger Stickerei so beliebt wurde, gibt es die Stärken 3 und 5 von MEZ auch als 50 g-Docke.